# Monoblastus jinjuensis
Monoblastus jinjuensis är en stekelart som beskrevs av Lee och Cha 1993. Monoblastus jinjuensis ingår i släktet Monoblastus och familjen brokparasitsteklar. Inga underarter finns listade i Catalogue of Life.